# Los Reyes Tlanechicolpan
Los Reyes Tlanechicolpan är en ort i Mexiko.   Den ligger i kommunen San Jerónimo Tecuanipan och delstaten Puebla, i den sydöstra delen av landet, 90 km sydost om huvudstaden Mexico City. Los Reyes Tlanechicolpan ligger 2 160 meter över havet och antalet invånare är 1 706.
Terrängen runt Los Reyes Tlanechicolpan är huvudsakligen platt, men söderut är den kuperad. Runt Los Reyes Tlanechicolpan är det tätbefolkat, med 476 invånare per kvadratkilometer. Närmaste större samhälle är Puebla de Zaragoza, 15,7 km öster om Los Reyes Tlanechicolpan. Omgivningarna runt Los Reyes Tlanechicolpan är en mosaik av jordbruksmark och naturlig växtlighet.